# Спираль (фильм, 2020)
«Спираль» (рус. ) — короткометражный фильм режиссёра Игоря Бузаева, основанный на реальной истории женщины-нейрохирурга, выполнившей первые в России бескровные нейрохирургические операции  методом МР-ФУЗ по поводу Болезни Паркинсона, Эссенциального тремора и Дистонии в мае 2020 года. 

## Сюжет
Заболевший тремором художник теперь не может работать. Его маленькая дочь, после просмотра научно-фантастического фильма, проявила интерес изобразить увиденное. Художник решил передать дочери свое искусство рисовать. Он мечтает о первом её успехе на выставке и безуспешно пытается показать ей пример. Чувство беспомощности и отчаяния приводит его к нервному срыву. Дочь прячется возле двери, наблюдая за ним. Во снах она сама видит будущее и помогает ей вылечить отца без боли и разрезов. Эта мечта сбывается в финальной сцене фильма, где маленькая дочь вместе со своим отцом рисует спираль.

## В ролях
| Актёр           | Роль                  |
| --------------- | --------------------- |
| Айлин Аскарова  | Нейрохирург в детстве |
| Вадим Клысов    | Художник              |
| Резида Галимова | Нейрохирург           |

## Художественные особенности
Через картину, которую рисовали дочь с отцом, режиссер нарушил линейность времени, показывая, что будущее, настоящее и прошлое взаимосвязаны в реализации тех благих целей, к которым человечество идет на протяжении всего своего существования.

## Награды
1. One-Reeler Short Film Competition (Los Angeles, CA, USA) - Best Short Film - June 2021 [6]
2. Global Shorts (Los Angeles, CA, USA) - Award of Excellence - September 2021 [7]
3. KIDS FIRST! Film Festival (USA) - Official selection [8]
4. Golden Sparrow International Film Festival (India) -  Best Children's Short film
5. American Student Film Festival American Student Film Festival - Best Short Film [9]
6. Paris Play Film festival (Paris, France) - Winner[10]
7. Aryan International Children’s Film Festival of Jaipur-ICFF (India)[11]
8. Malaikandan Independent Film Festival (India) - Winner (July, 2021)[12]
9. New York Feedback Film Festival (NY, USA) - Best Direction [13]
10. XVIII Международный Благотворительный Фестиваль "Лучезарный ангел" (Москва, Россия) - выбран к показу [14]